# Oxyopes sakuntalae
Oxyopes sakuntalae là một loài nhện trong họ Oxyopidae.
Loài này thuộc chi Oxyopes. Oxyopes sakuntalae được Benoy Krishna Tikader miêu tả năm 1970.